# Моїсеєнко Борис Миколайович
Борис Миколайович Моїсеєнко (псевдоніми «Опанас»/«Офанас» та «Іцек»; 1880, Російська імперія — 24 листопада 1918, Омськ) — політичний діяч, есер, член Бойової організації, помічник військового комісара при головнокомандувачі Західного фронту (1917) та секретар з'їзду членів Установчих Зборів (1918).

## Біографія

### Ранні роки. Перші арешти
Борис Моїсеєнко народився 1880 року в сім'ї почесного громадянина, надвірного радника Миколи Моїсеєнка, який працював нотаріусом в Казані. Борис закінчив Казанську гімназію, після чого він навчався спочатку в Гірському інституті в Санкт-Петербурзі, а потім — у Казанському університеті, звідки був виключений.
У 1899 році Моїсеєнко опинився під наглядом царської «охоронки»: спочатку як соціал-демократ, а потім як член Партії соціалістів-революціонерів(ПСР). У 1900 році він був залучений Санкт-Петербурзьким жандармським губернським управлінням до дізнання у справі групи «Робочєє Знамя». В результаті, в 1902 за рішенням суду він був висланий на 3 роки в Вологодську губернію під гласний нагляд поліції і поміщений в губернській столиці Вологді.
У 1903 році Моїсеєнко був обраний (замість відмовився від секретарства Бориса Савінкова) в консультацію присяжних повірених при Вологодському окружному суді. Тут він познайомився з іншим присяжним повіреним Володимиром Ждановим. У травні 1904 року Моїсеєнко втік із міста. .
У 1905 році Борис Моїсеєнко залучався до дізнання у справі групи осіб, які готували терористичні акти на вищих державних сановників, у тому числі на Великого князя Сергія Олександровича (при підготовці замаху Моїсеєнко вистежував жертву під виглядом легкового візника), — у березні його було арештовано за доносом провокатора. 21 жовтня 1905 року справу, за Високим Указом, було припинено (амністований за Маніфестом 17 жовтня  ).
Б. М. Моїсеєнко був знайомий з Євно Азефом, причому поліцейський провокатор зробив на нього при першій зустрічі «...враження чогось дуже значного, солідного, спокійного».
У 1906 році Моїсеєнко проживав у Гельсінгфорсі, де спілкувався з видатними членами есерівської бойової дружини. У серпні 1906 року його знову заарештовано у Москві і за постановою Особливої Наради від 4 листопада 1906 року він підлягав підпорядкуванню голосному нагляду поліції у обраному ним місці проживання. Борис Миколайович виїхав (за дозволом) до Забайкальської області, куди, на Нерчинську каторгу, була відправлена його дружина — терористка Марія Беневська.

### Еміграція та робота в ЦК ПСР
У 1909 році Моїсеєнко, швидше за все розійшовшись з дружиною, втік із Забайкалля і виїхав за кордон, де вступив до організації Бориса Савінкова. Моїсеєнко проживав за кордоном (зокрема, в Парижі  і Женеві ) до кінця 1912 року, підтримуючи постійні контакти з найбільш видними членами ПСР. У той період Моїсеєнко зближується з Фондамінськими, а наприкінці 1910 року він робить пропозицію Амалії Осипівні Фондамінській, відкинуту нею.
Провокатор І.П.Кірюхін («Перм'як»)після свого викриття написав кілька «колоритних» листів членам ПСР, у тому числі й Моїсеєнко: «Вже особистий скандал із деякими членами (Азеф) довів до такого жахливого вчинку партії, тобто оголосити людину провокатором без жодного суду».
3 грудня 1910 Б.М. Моїсеєнко був поміщений у циркуляр Департаменту Поліції (№ 118849) про терористичну групу Савінкова. Моїсеєнко входив до складу Закордонної делегації ПСР(з червня 1911 р.), а також був кандидатом у члени Слідчої комісії при ЦК ПСР, що виникла також на початку 1909 року для розслідування справ, пов'язаних із звинуваченнями членів партії у зв'язках із «охоронкою». Близько 23 грудня 1911 року він став новим партійним касиром ПСР (замість Іллі Фондамінського).
Весною 1911 року Б. М. Моїсеєнко відмовився підписати протест, складений Б.В. Савінковим, проти партійного «Укладання Судово-Слідчої Комісії у справі Азефа» з формулюванням «це означає самому себе висікти» — хоча Борис Миколайович і засуджував висновки комісії. Савінков різко засудив позицію Моїсеєнка («З Іцеком я сперечатися не буду. Вищий партійний суд ошельмував не лише осіб, а й цілу партійну установу…»): відносини друзів після цього ускладнилися.
Зі звіту каси Закордонної делегації ЦК ПСР за вересень 1912 року випливає, що всі фінанси (3500 франків) проходили «через Б.Н.» (швидше за все, Моїсеєнко). На засіданні 11 листопада 1911 року був обраний Секретаріат ЦК ПСР, в обов'язки якого поставили «поточні справи, які він сам вирішує, доповідаючи про них зібранню Делегації» — одним із трьох членів Секретаріату став Моїсеєнко.
За дорученням ЦК, Б.М. Моїсеєнко листувався з Віктором Черновим (15 січня 1912 року) з приводу редагованого останнім четвертого номера журналу «Соціаліст-революціонер», а також щодо членства в ПСР Євгена Колосова.

### Повернення до Росії. Повторна еміграція
16 грудня 1912 року Бориса Моїсеєнка було затримано в Іркутську за підозрою в організації замаху на читинського губернатора Кіяшка, а також при спробі вивезти з каторги Е. К. Брешко-Брешковську. Знову був засланий на 5 років за постановою Особливої Наради від 6 червня 1913 р. під гласний нагляд поліції: цього разу в село Булунь (або Булун, у пониззі річки Лєни) Верхоленського повіту (Якутська область). Майже відразу після цього, у середині вересня 1913 року, Моїсеєнко знову втік із заслання (за допомогою Володимира Зензінова) і повторно емігрував.
Б. М. Моїсеєнко брав участь у Сербській кампанії Першої світової війни.

### 1917. Помічник комісара та депутат. Київ
Борис Миколайович повернувся до Росії в 1917, після загальної амністії у зв'язку з Лютневою революцією. Він став помічником військового комісара за головнокомандувача армій Західного фронту. Наприкінці 1917 року Моїсеєнко вибрався делегатом до Всеросійських Установчих зборів від Південно-Західного фронту за списком № 1 (есери та Рада селянських депутатів фронту). 5 січня 1918 року він отримав посаду секретаря на з'їзді членів Зборів. Моїсеєнко також увійшов до бюро фракції ПСР.
В 1918 Борис Моїсеєнко входив до складу "Союзу відродження Росії", де він завідував усіма військовими силами  - а також був членом КОМУЧа . 
Він приїхав до Омська як делегат і секретар з'їзду членів Установчих Зборів , обраний на Уфимській Державній нараді. 24 листопада 1918 року він був незаконно заарештований (викрадений) чорносотенними офіцерами, які підтримували адмірала Колчака (з загону отамана Івана Красильникова), підданий тортурам і страчений. Тіло Бориса Миколайовича Моїсеєнка вбивці кинули в річку Іртиш (спустили під лід). Майже через 20 років член КОМУЧ С. М. Ніколаєв писав про те, що під охороною товариша міністра внутрішніх справ Директорії Є.Ф. Роговського знаходилися 3 мільйони рублів, через які власне і був убитий Моїсеєнко.

## Родина
Брат (молодший) — Сергій Миколайович Моїсеєнко (1880-1955) — член бойової організації ПСР (з весни 1909 по лютий 1911) і загону Бели, технік; у свій час працював візником у Санкт-Петербурзі, намагаючись простежити пересування Миколи II... Жив у Франції та в Італії, часто випивав; у червні 1914 року виїхав на острів Ява, де влаштувався працювати на чайних плантаціях; повернувся до Росії (1917), став «оборонцем», емігрував після більшовицького перевороту; після закінчення Другої світової війни був налаштований прорадянсько, прийняв громадянство СРСР.
Сестра — Євгенія Миколаївна Моїсеєнко (пом. після серпня 1941) — студентка Вищих жіночих курсів, близька подруга дружини О. Ф. Керенського.
Дружина — Марія Аркадіївна Бенєвська (партійна кличка «Генрієтта»; 1882—1942) — есерка - терористка, восени 1906 року була засуджена у справі про замах на Федора Дубасова.

## Твори
- Б. М. Моїсеєнко, «Каляєв на роботі» (спогади) // «Справа Народу» (Москва), 17 лютого 1918 року.